# Franklin (Idaho)
Franklin è una città degli Stati Uniti d'America, situata nello Stato dell'Idaho e in particolare nella Contea di Franklin.